# Platicrista affine
Platicrista affine är en djurart som tillhör fylumet trögkrypare, och som först beskrevs av Mihelcic 1951.  Platicrista affine ingår i släktet Platicrista och familjen Hypsibiidae. Inga underarter finns listade i Catalogue of Life.